# كوماتسونا
كوماتسونا (باليابانية: 小松菜) أو سبانخ الخردل اليابانية (الاسم العلمي: Brassica rapa var. perviridis)، هي خضار ورقية. وهي ضرب من الكرنب اللفتي، ونوع نباتي ينتج اللفت والميزونا والبرند والرابيني. يُزرع تجاريًا في اليابان وتايوان. وهي خضار متنوعة تُطهى وتُستهلك بطرق عديدة. يُستخدم النبات أيضاً علفًا في بعض البلدان الآسيوية.
يمكن أن تُؤكل أوراق كوماتسونا في أي مرحلة من مراحل نموها. ففي النبات الناضج يكون لونها أخضر داكن مع سيقان رفيعة خضراء فاتحة، يبلغ طولها حوالي 30 سم وعرضها 18 سم. غالبًا ما تُزرع في الربيع والخريف، لأنهت لا تتحمل الحرارة الشديدة أو البرد الشديد لأكثر من فترة قصيرة. على الرغم من أنها تنمو في الوقت الحاضر على مدار السنة في البيوت الزجاجية.

## التاريخ

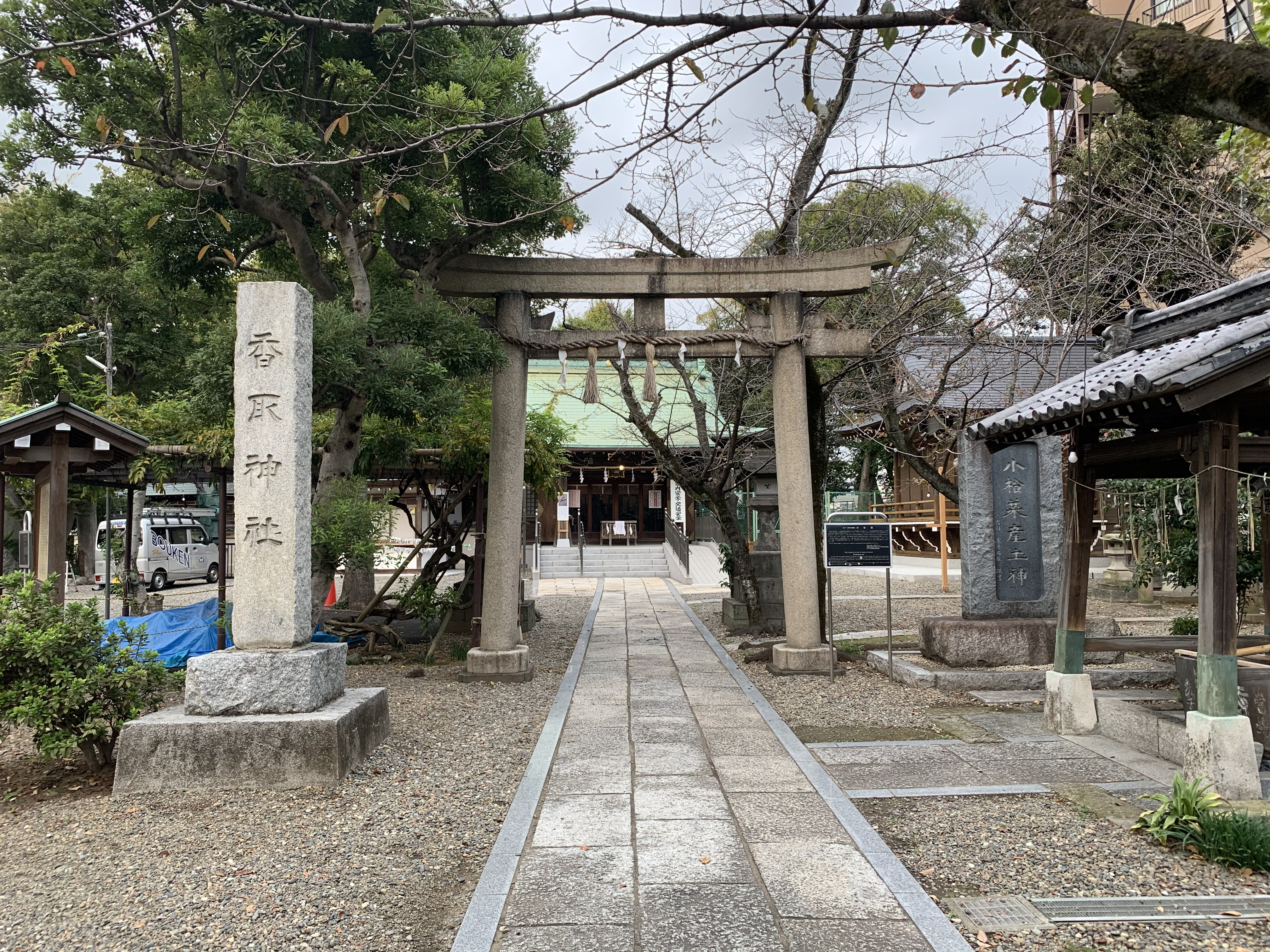
ضريح كاتوري في شين-كويوا

اسم كوماتسونا يعني "خضرة كوماتسو" باللغة اليابانية، وهو إشارة إلى قرية كوماتسوغاوا [اليابانية] في إيدوغاوا في طوكيو، حيث كانت تُزرع بكثافة خلال فترة إيدو. سماها توكوغاوا يوشيمونه، الشوغون الثامن، الذي زار إيدوغاوا في عام 1719 للصيد وتوقف عند ضريح كاتوري المحلي لتناول طعام الغداء. قدم له كاهن الضريح الحساء مع كعكة الأرز والخضروات الورقية المحلية. لقد أُعجب الشوغون بنكهة الخضروات كثيرًا وأطلق عليها اسم كوماتسونا، نسبة إلى نهر كوماتسو القريب (الذي يعطي القرية اسمها). حتى يومنا هذا، يقدم ضريح شين-كويوا كاتوري كوماتسونا للآلهة في ليلة رأس السنة الجديدة. يُمنح الأشخاص الذين يأتون إلى الضريح للصلاة في يوم رأس السنة الجديدة أيضًا كوماتسونا لجلب الحظ السعيد في العام الجديد.
منذ أيام الشوغون، خضع الكوماتسونا لعمليات تهجين لإنتاج نكهة أكثر حلاوة. حاليًا، يندر وجود الضرب القديم الذي يُعتقد أنه كان يُقدّم للشوغون. يُعرف هذا الضرب باسم غوسيكي بانسي (باللاتينية: Goseki bansei). ويتميز بنمو أسرع وأوراق أكبر ولكن أقل عددًا مقارنةً بالكوما تسونا العادية، بالإضافة إلى نكهة حارة وقوية.

## الطبخ
يتمتع الكوماتسونا بنكهة منعشة وحلوة وقوام مقرمش. يُعتبر من الخضروات متعددة الاستعمالات في المطبخ، حيث يُمكن تناوله نيئًا، أو تخليله، أو قليه سريعًا، أو سلقه، أو إضافته طازجًا إلى السلطات، أو استخدامه في الحساء. يُفضّل استخدامه في الحساء لقدرته على الاحتفاظ بقوامه حتى بعد الطهي لفترة. يُعدّ مصدرًا ممتازًا للكالسيوم وفيتامين أ وفيتامين سي.